# جوزف رایان
جوزف رایان (انگلیسی: Joseph Ryan; ۱۱ ژوئیهٔ ۱۸۷۷ – ۱۰ ژانویهٔ ۱۹۳۹) قایقران روئینگ اهل ایالات متحده آمریکا بود.